# Alex Escobar
Pour les articles homonymes, voir Escobar.
Alex Escobar est un footballeur colombien, né le 8 février 1965 à Cali. Il évolue au poste de milieu de terrain à l'América Cali, à l'Atlético Mineiro, au LDU Quito, à Millonarios et au Deportivo Pereira ainsi qu'en équipe de Colombie.
Escobar marque un but lors de ses douze sélections avec l'équipe de Colombie entre 1985 et 1995. Il participe à la Copa América en 1987 avec l'équipe de Colombie.

## Carrière de joueur

### Clubs
- 1983-1996 : América Cali
- 1996 : Atlético Mineiro
- 1997-2000 : LDU Quito
- 2001 : Millonarios
- 2001 : Deportivo Pereira
- 2002-2005 : LDU Quito

### Palmarès

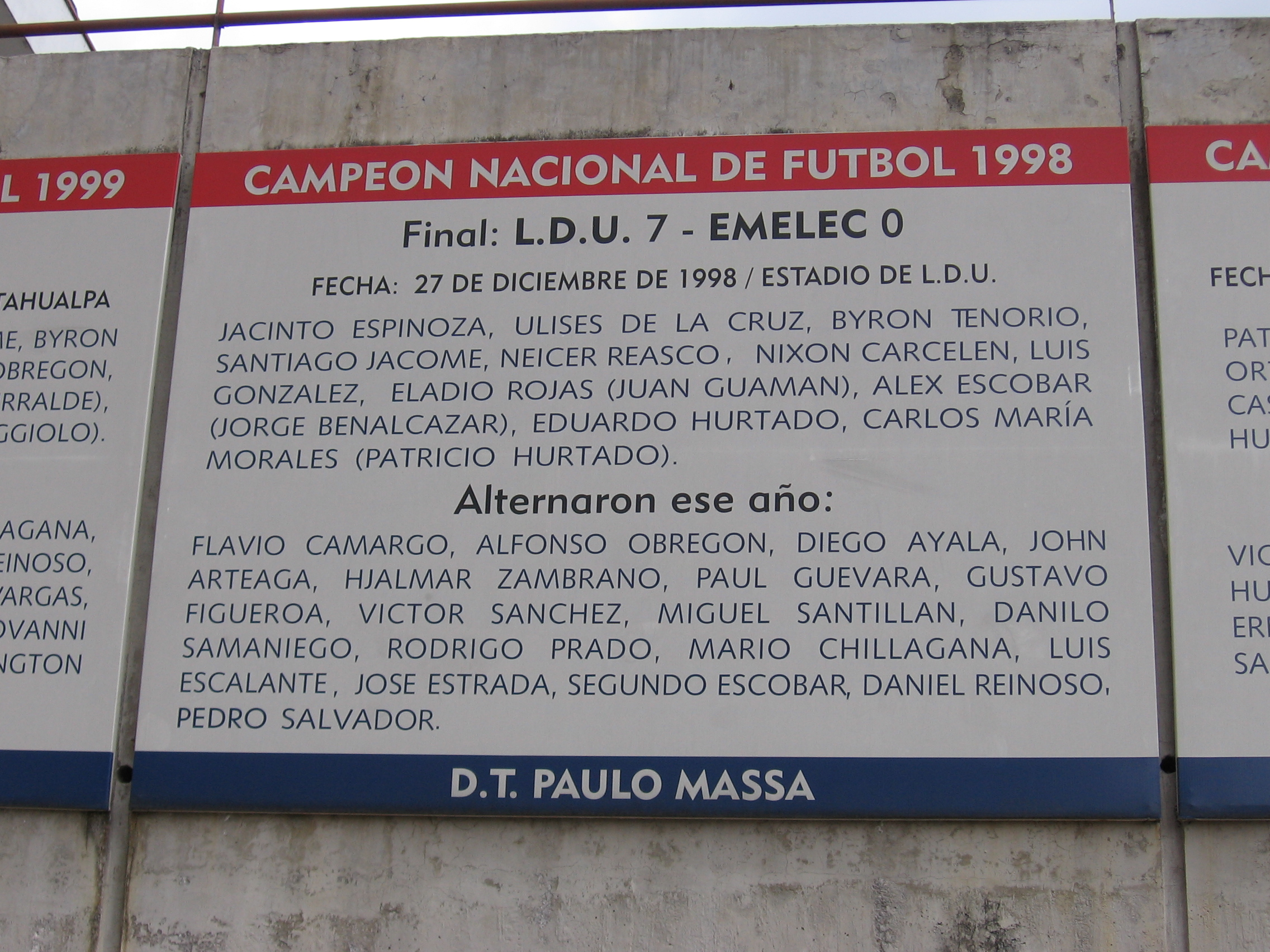
Plaque commémorative de la victoire en 1998 de la LDU Quito en championnat

Alex Escobar remporte avec l'América Cali le Championnat de Colombie à six reprises en 1983, 1984, 1988, 1986, 1990 et 1992. Il est également finaliste de la Copa Libertadores en 1985, 1986, 1987 et 1996.
Sous les couleurs de l'Atlético Mineiro, il est finaliste de la Copa Master de CONMEBOL en 1996. Avec LDU Quito, il gagne le Championnat d'Équateur en 1998, 1999, 2003 et 2005 (Tournoi d'ouverture).
Il compte douze sélections pour un but inscrit avec l'équipe de Colombie entre 1985 et 1995. Il dispute avec la sélection la Copa América en 1987.